# ジェイランド・ウォーカーの死
ジェイランド・ウォーカーの死（ジェイランド・ウォーカーのし、英:Killing of Jayland Walker）は、黒人男性ジェイランド・ウォーカー（Jayland Walker）が、2022年6月27日、オハイオ州アクロンの警察官8人に銃で60発以上撃たれ死亡した事件である。

## 概要
2022年6月27日発生。警察は、交通違反容疑（整備不良）の自動車（ウォーカーが乗る）を発見し、停車を求めたが従わず、カーチェイスとなった。それは数分間続いた後、ウォーカーは車を乗り捨て、逃走を図った。警察官はスタンガンでの制止を試みたが失敗し、8人が一斉に発砲した。
7月3日、警察当局は警察官のボディーカメラ映像を公開した。
地元警察は、ウォーカーが車内から警察に向けて発砲したために応戦したとし、車内からは拳銃及び銃弾が見つかった。しかしながら、ウォーカーは車を乗り捨てた際、銃を持っていなかった。また、署長は「死亡したウォーカーさんの頭部や体、足などから少なくとも60発の銃弾が確認された」「現場にいた警察がウォーカーさんに向かって少なくとも90発は発砲したのではないかと推定される」と説明した。
遺族の弁護士は、警察によるウォーカーが車内から発砲したという主張に「大いに懸念がある」と述べている。
発砲した8人の警察官は、内部調査を受けている。

## 抗議

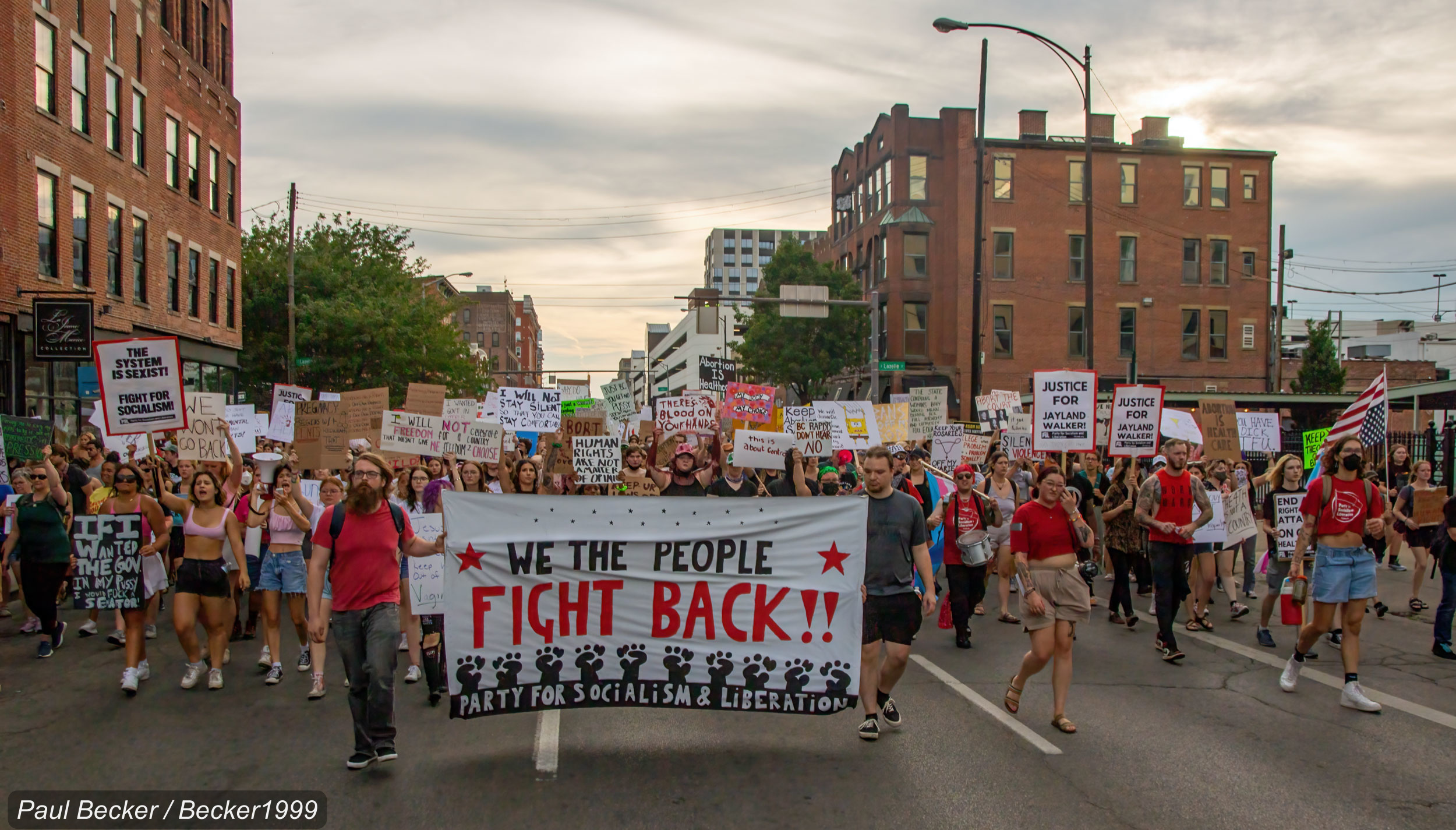
抗議デモの様子

同州では、連日反人種差別デモが発生した。7月3日の全米黒人地位向上協会が主催したデモには住民数百人が参加した。参加者の一人は「もう毎回、デジャブを見ているようで、とてもつらいです」と述べた。
アクロンでは、市民による抗議デモが激化し、同市市長が同月4日に非常事態宣言及び夜間外出禁止令を発出した。
中央日報は、「『第２のジョージ・フロイド事件』になりかねないとの観測まで出ている」と報じた。